# Stefano De Stefani
Stefano De Stefani (Roma, 7 novembre 1929) è un regista televisivo italiano.

## Biografia
Figlio dello scrittore, commediografo e regista Alessandro De Stefani e di Elisa Casali, lavorò a lungo per la Rai come regista di lavori di prosa adattati, varietà (La piazzetta, Buone vacanze, Lei non si preoccupi, Che domenica amici) e la miniserie in cinque puntate Quello della porta accanto del 1975, con Ric e Gian. Conosciuto soprattutto per aver diretto le prime due serie di Giallo club - Invito al poliziesco (1959-60), con Ubaldo Lay nei panni del Tenente Sheridan, e per essere stato regista collaboratore del primo e del secondo ciclo del teatro di Eduardo De Filippo (Natale in casa Cupiello, Filumena Marturano e Il sindaco del rione Sanità tra il 1962 e il 1964). Diresse inoltre un documentario nel 1973, A proposito dell'Angola, sulla guerra d'indipendenza del paese africano.
Cognato di Giangiacomo Feltrinelli per il matrimonio (poi annullato) della sorella Alessandra, era sposato con Augusta Conghiglia, dalla quale ebbe una figlia, Antonella, che venne coinvolta nel 1977 nelle indagini sul Rogo di Primavalle.

## Filmografia

### Prosa televisiva RAI
- Lohengrin di Aldo De Benedetti (1957)
- Marcellino pane e vino (1958)
- Le cantatrici villane di Valentino Fioravanti e Giuseppe Palomba (1958)
- Buon viaggio Paolo di Gaspare Cataldo (1958)
- Villini a sorpresa di Frank Lauder e Sidney Giliat (1958)
- Il mistero della villa accanto di Aldo De Benedetti (1961)
- Cenerentola (1961)
- La provinciale (1962)

### Varietà
- La piazzetta (1956)
- Buone vacanze (1959-60)
- Volubile (1961)
- Il paroliere questo sconosciuto (1962, prima edizione)
- La comare (1964)
- Roma 4 (1967)
- Lei non si preoccupi (1967)
- Che domenica amici (1969)
- L'occasione (1973)
- Non tocchiamo quel tasto (1974)
- Er Lando Furioso (1976)
- Auditorio A (1977)
- Buonasera con... Mario Carotenuto (1977)